# Sneppelaar
Sneppelaar is een landelijk gehucht van de Vlaams-Brabantse gemeente Londerzeel, dat tussen de kernen van Londerzeel, Sint-Jozef en Malderen ligt. Het is gelegen langs de iets meer dan 2 kilometer lange, gelijknamige weg die het noordwesten van Londerzeel verbindt met de Maldersesteenweg.

## Geschiedenis

### Ancien régime
De eerste vermelding van Sneppelaer stamt uit het jaar 1240, in 1268 is er ook sprake van een zekere Henricus de Sneppelaer.
Het belangrijkste gebouw van Sneppelaar was het zogenaamde Schaliënhuys, dat vijf verdiepingen telde en op de oostelijke hoek van de Maldersesteenweg en de Bessembaan stond. Dit kasteel vormde het bestuurlijk centrum van Sneppelaar, het had toen immers een eigen laathof met een beperkte jurisdictie los van Londerzeel. Hieronder staat een uitklapbare lijst met de gekende heren van Sneppelaar:
| Heer                                                                                     | Levensjaren  | Heerschap    | Verkregen via                                                       |
| ---------------------------------------------------------------------------------------- | ------------ | ------------ | ------------------------------------------------------------------- |
| François Gillis                                                                          | ±1525–1586   | 1555–1586    | onbekend                                                            |
| Aert Francken                                                                            | ±1540–1595   | 1587–1591    | overgekocht van de erfgenamen Gillis                                |
| Jan Baptist Goubau                                                                       | 1568–1638    | 1591–1638    | via zijn vrouw Joanna Francken, die het kreeg als huwelijksgeschenk |
| Jehan van der Vekene                                                                     | ±1592–1675   | 1635–1666    | via zijn vrouw Magdalena Goubau, na de dood van haar vader          |
| Marcus van der Vekene                                                                    | ±1627–1676   | 1666–1676    | gekregen als huwelijksgeschenk                                      |
| Isabella Helena Francisca Rubens                                                         | 1641–1709    | 1676–1709    | geërfd van haar man Marcus van der Vekene                           |
| Philips Jan Baptist van der Vekene                                                       | 1669–1748    | 1709–1740    | geërfd van zijn moeder                                              |
| Joseph François de Hertefelt                                                             | 1716–1778    | 1740–1750    | overgekocht                                                         |
| Jan Baptist Helman                                                                       | 1716–na 1785 | 1750–na 1785 | overgekocht                                                         |
| erfgenamen Helman                                                                        | –            | na 1785–1816 | geërfd van hun vader                                                |
| In 1816 is het Schaliënhuis afgebroken, de familie Helman bleef eigenaar van de gronden. |              |              |                                                                     |

#### Volkstelling 1796
Volgens de volkstelling van Londerzeel uit 1796 woonden er in Sneppelaer 27 huishoudens die in totaal goed waren voor 114 mensen met een leeftijd boven de 12 jaar. Nog eens tien huishoudens werden onderverdeeld in de buurt Sneppelaer Schuylenhuys, goed voor nog eens 42 mensen ouder dan 12 jaar. Al deze 37 gezinshoofden waren landbouwers, slechts twee hadden tegelijk een ander beroep: er was namelijk één handelaar en één schoenmaker. De meesten waren gewone landbouwers, maar er waren wel ook vijf grote pachtboeren.

### Recente geschiedenis

#### Overstromingen
Het gehucht Sneppelaar was steeds een overstromingsgevoelig gebied vlak bij de Grote Molenbeek. In februari 2002 moest de civiele bescherming uitrukken om water in Sneppelaar weg te pompen en zandzakjes te leggen. Rond oudjaar van datzelfde jaar werd het gehucht, net als grote delen van de rest van de gemeente, weliswaar getroffen door nog veel grotere ellende. Burgemeester De Borger noemde het "een van de zwaarste overstromingen van de [Grote] Molenbeek sinds mensenheugenis."
In de maand november van 2010 troffen zware overstroming meerdere gebieden in heel België. Het gehucht Sneppelaar was ditmaal nog veel zwaarder getroffen dan in 2002 en zelfs een van de zwaarst getroffen plaatsen in de directe regio. Op 15 november kwamen de grootste problemen op en op 16 november waren de meeste huizen enkel per boot of vrachtwagen te bereiken. In sommige huizen kwam het water zelfs tot op een hoogte van één meter. De meeste inwoners konden kleine spullen nog op tijd in veiligheid brengen, maar hadden wel ernstige schade aan onder meer parket, meubilair, grote elektrische apparaten en elektrische leidingen. Binnen de wijk ontstond er een golf van solidariteit en iedereen hielp iedereen om de schade zoveel mogelijk te beperken.
De uitzonderlijk zware overstroming van 2010 was de aanzet tot ernstige verbeteringswerken. Zo legde de Vlaamse Milieumaatschappij verscheidene dijken aan bij de Grote Molenbeek op het grondgebied van Steenhuffel, om alzo het water binnen het bekken van deze waterloop te houden. Daardoor bleef Sneppelaar volledig gespaard van de overstromingen van december 2012.

## Bekende inwoners
- Philippe Vercruysse, directeur restaurant Saint-Guidon van RSC Anderlecht[9]